# Readfield (Maine)
Pour les articles homonymes, voir Readfield.
Readfield est une ville américaine située dans le comté de Kennebec, dans le Maine. Selon le recensement de 2020, sa population est de 2 597 habitants.